# Arthur Turner
Pour les articles homonymes, voir Turner.
Arthur Turner est un footballeur anglais qui participe aux Jeux olympiques de 1900, à Paris.
Lors du tournoi olympique, il marque un but et remporte la médaille d'or avec l'équipe d'Upton Park FC, représentant le Royaume-Uni. Toutefois, il ne joint l'Upton Park FC qu'à l'occasion de la compétition, son club régulier est un autre club londonien, le Crouch End Vampires. 